# Amphithéâtre de Venafro
L'amphithéâtre de Venafro (dit Verlascio ou Verlasce) est un amphithéâtre romain situé dans le centre-ville de Venafro en Italie.
Il ne subsiste de cet amphithéâtre que la forme elliptique, préservée grâce aux maisons édifiées à l'emplacement de ses anciens gradins.

## Description
Les restes de l'amphithéâtre de Venafro sont visibles dans le centre moderne de Venafro : le plan elliptique est matérialisé par la tracé des habitations, non loin de la gare (it), accessible par la via delle Milizie. Le grand axe de l'ellipse mesure 110 m, son petit axe 85 m. On pense que ses gradins pouvaient contenir jusqu'à 15 000 spectateurs.
La présence des habitations permet de rendre encore perceptible le volume occupé par l'amphithéâtre : il n'est interrompu qu'en trois endroits, qui permettent l'accès à l'espace central. Il subsite encore quelques sections de maçonnerie en opus mixtum originales, munies de parements en treillis et en brique.
D'autres amphithéâtres romains ont été intégrés dans le tissu urbain, comme à Lucques, à Florence ou à Pollenzo.

## Historique
La ville antique de Venafrum est intégrée à Rome au début du IIIe siècle av. J.-C. après les guerres samnites, se développe et devient successivement praefectura et municipium, atteignant son apogée au Ier siècle. L'amphithéâtre est construit à cette époque juste à l'extérieur de la ville.
En 346, un tremblement de terre frappe le Samnium et la Campanie : Venafrum se dépeuple ; la partie ouest de la colonie est abandonnée. Après la dissolution de l'Empire romain au Ve siècle, la population se déplace définitivement vers la colline orientale. L'amphithéâtre, sans utilité, tombe en ruines ; ses pierres sont réutilisées.
Les habitations finissent par prendre la place des gradins au XVIIe siècle. Au fil du temps, l'espace abrite des écuries et des outils agricoles.

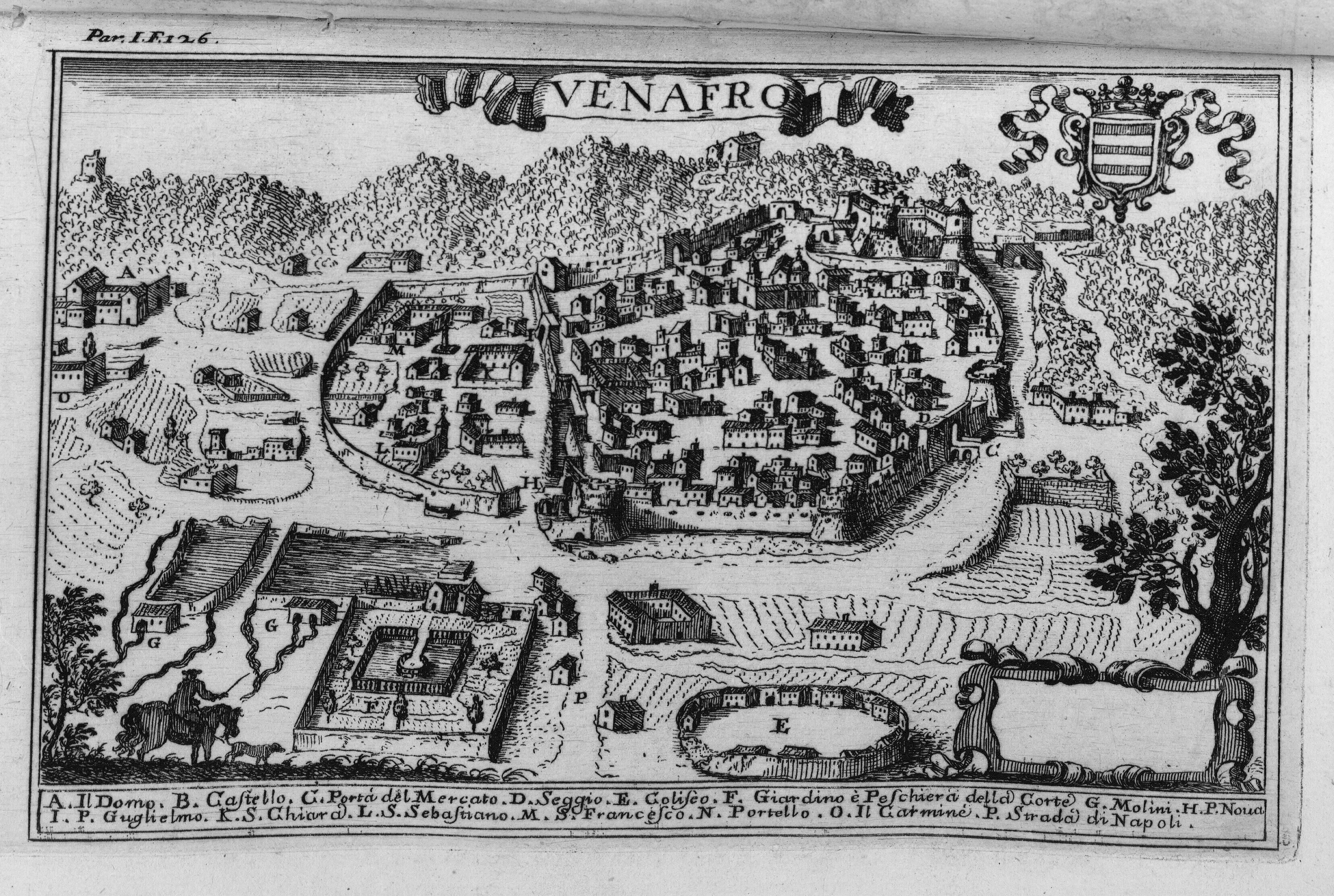
La ville de Venafro sur une gravure de Giovanni Battista Pacichelli (1703) : l'amphithéâtre (nommé « coliseo ») est légendé par « E ».